# Anoplosiagum pallidulum
Anoplosiagum pallidulum är en skalbaggsart som beskrevs av Blanchard 1850. Anoplosiagum pallidulum ingår i släktet Anoplosiagum och familjen Melolonthidae. Inga underarter finns listade i Catalogue of Life.